# Stončica
Koordinati:   43°03′52″N, 16°14′32″E
Stončica je zaselek, istoimenski zaliv in Rt na otoku Visu (Hrvaška).
Stončica leži na vzhodni obali otoka. V zalivu, ki ga oklepata rta Stačine in Stončica, stoji okoli 50 hiš, od katerih pa jih je le nekaj stalno naseljenih.
Kraj je z lokalno cesto povezan z Visom
V zalivu na vhodu širokem okoli 250 in dolgem okoli 750 metrov je možno sidrati manjša plovila. Privezi so možni ob pomolih pri hišah. Sidrišče je tudi sredi zaliva, kjer morje doseže globino do 6 metrov. Zaliv je zavarovan pred vsemi vetrovi.
Na rtu Stončica stoji visok svetilnik, eden najlepših na vzhodnem Jadranu. Iz pomorske karte je razvidno, da svetilnik oddaja svetlobni signal: B Bl 15s. Nazivni domet svetilnika je 30 milj.